# Amerikaanse marter
De Amerikaanse marter (Martes americana) is een Noord-Amerikaanse marterachtige. Hij lijkt op de Euraziatische boommarter, maar de Amerikaanse marter heeft een lichtgekleurde kop.

## Kenmerken
Amerikaanse marters worden 49 tot 68,2 cm lang en 400 tot 1600 gram zwaar. Hij heeft een lange, volle staart van 13,5 tot 24 cm. Hij heeft een bruinige vacht, met een blekere kop en donkere poten. Opvallend is zijn oranje tot geelbruine keelvlek. Mannetjes worden groter dan vrouwtjes.

## Leefwijze
Hij besteedt de meeste tijd op de grond, waar hij jaagt op zijn prooi. Zijn grote poten zorgen ervoor dat hij niet door eventuele sneeuw zakt. Andere belangrijke prooidieren zijn andere woelmuizen, Amerikaanse rode eekhoorn (Tamiasciurus hudsonicus) en de Canadese vliegende eekhoorn (Glaucomys sabrinus). Ook konijnen, vogels en reptielen vormen een belangrijk onderdeel van zijn voedsel, en verder vult hij zijn dieet aan met insecten, aardwormen, eieren, aas, vruchten, kegels en honing. Soms begraaft hij de restjes.
De Amerikaanse marter is vooral in de ochtend- en avondschemering actief, maar ook 's nachts en op bewolkte dagen. Overdag schuilt hij in een boom- of rotsholte. Dit kan een natuurlijke holte zijn, een omgevallen stronk, een eekhoornnest of zelfs een spechtenhol. Hij maakt een nest van gras en bladeren.

## Verspreiding
Amerikaanse marters leven in bossen van Canada, in het westen tot Californië en de Rocky Mountains en in het oosten rond de Grote Meren, tot New York en New England. Hij heeft een voorkeur voor naaldwouden, met dode stammen, takken en bladeren. Hier leeft zijn voornaamste prooi, de noordelijke rosse woelmuis (Clethrionomys gapperi).
Op het Canadese eiland Newfoundland bestaat er een groep van enkele honderden Amerikaanse marters. Zij leven reeds 7000 jaar afgescheiden van de rest van de Noord-Amerikaanse populatie en vormen een aparte ondersoort (Martes americana atrata).